# Lauren Maltby
Lauren Maltby (nascida em 17 de Novembro de 1984) é uma atriz e dubladora norte-americana, conhecida por atuar em Zenon: Girl of the 21st Century, sendo descoberta no filme I'll Be Home for Christmas como Tracey Wilkinson, o seu primeiro papel de destaque em filme.

## Vida Pessoal
Maltby nasceu em San Diego, Califórnia. Ela é uma aluna de Whittier Christian High School, onde ela correu cross country.

## Filmografia
- 2005 A Ilha (2005) como Heather Morlman
- 2004 Kim Possible: A Sitch in Time como Shego (voz)
- 2004 Zenon: Z3 como Margie Hammond
- 2001 O Diário da Princesa (filme) como Ashley Jeorge (Participação Pequena]]
- 2001 Zenon: The Zequel como Margie Hammond
- 1999 Zenon: Girl of the 21st Century como Margie Hammond
- 1998 I'll Be Home for Christmas como Tracey Wilkinson

## Televisão
- 2008 Boston Legal como Lindsay Salles (9 episódios)
- 2007 Everwood como Jullie (7 episódios)
- 2007 The Suite Life of Zack & Cody como Kim (1 episódio)
- 2006 Grey's Anatomy como Annie (1 episódio)
- 2005 Run of the House como Jessica (8 episódios)
- 2005 As Visões da Raven como Jennifer (1 episódio)
- 2002-2007 Kim Possible como Shego (79 episódios)
- 2002 Even Stevens como Leslie (5 episódios)
- 2001 O Show da Amanda como Jenny Valler (3 episódios)